# 西藏地不容
西藏地不容（学名：Stephania glabra）为防已科千金藤属的植物。分布在印度以及中国大陆的西藏等地，生长于海拔1,700米至2,400米的地区，多生长于河谷灌丛中，目前尚未由人工引种栽培。

## 别名
光叶地不容

## 异名
- Stephania glandulifera Miers